# Płytka mikrokanalikowa

Schemat działania płytki mikrokanalikowej

Płytka mikrokanalikowa (mikrokanałowa) (Microchannel plate, MCP) – urządzenie służące do zwiększania ilości elektronów przez ich namnożenie w wyniku emisji wtórnej. Jej zadaniem jest zwiększenie ilości elektronów w celu ułatwienia ich detekcji lub wykorzystania do tworzenia obrazu.
Płytka mikrokanalikowa jest używana we wzmacniaczach obrazu i noktowizorach (również w celownikach noktowizyjnych), w dozymetrii TLD (termoluminescencjnej) do wzmacniania słabego światła pastylek dozymetrycznych i w chromatografii gazowej w detektorze masowym (MS) oraz w astronomii.

## Budowa płytki mikrokanalikowej
Płytka mikrokanalikowa jest rozwinięciem konstrukcji powielacza elektronowego. Urządzenie jest płytką wykonaną ze szkła o grubości od 0,75 do 2,00 mm, z regularnie rozmieszczonymi otworami lub szczelinami. Otwory, zwane inaczej kanałami, mają średnice od 6 do 20 mikrometrów, a odległość między nimi wynosi 15 μm. Kanały są ustawione pod kątem od 2 do 8° do normalnej do płaszczyzny płytki. Płytka mikrokanalikowa jest obustronnie metalizowana, a warstwa szkła stanowi izolator.
Płytkę wykonuje się przez częściowe stopienie ze sobą wiązki światłowodów jednomodowych, ich pocięcie, wytrawienie wewnętrznej warstwy szkła, wypolerowanie i metalizację powierzchni zewnętrznej.

## Działanie płytki mikrokanalikowej
Zewnętrzne powierzchnie metalizowane są spolaryzowane napięciem od 100 do 170V. Nierównoległe ustawienie kanałów powoduje, że elektron wpadający do kanału uderza w jego ściankę. Po uderzeniu wybija od 2 do 4 elektronów wtórnych. W zależności od długości kanału i jego nachylenia może wystąpić od 3 do 8 odbić elektronu na grubości płytki.

## Zastosowanie płytki mikrokanalikowej

### Noktowizja
Jednym z głównych obszarów zastosowań płytek mikrokanalikowych są noktowizory II i III generacji. Zastosowanie płytki mikrokanalikowej umożliwia uzyskanie większego wzmocnienia obrazu (około 50000 razy) niż w przetwornikach I generacji (około 1000 razy). Zastosowanie płytki mikrokanalikowej wymusza jednak stosowanie światłowodowego przetwornika obrazowodowego odwracającego obraz o 180°.

### Dozymetria termoluminescencyjna
Płytka mc jest często częścią urządzenia detekcyjnego w dozymetrze termoluminescencyjnym. Po podgrzaniu pastylki dozymetrycznej (wykonanej z fluorku wapnia CaF2 i fluorku litu LiF domieszkowanym magnezem i tytanem LiF:Mg, Ti (MTS-N), lub miedzią i fosforem LiF:Mg, Cu, P (MCP-N)) do temperatury ok. 240-400 °C zaczyna ona świecić. Ilość światła i sposób jego wydzielania w trakcie ogrzewania świadczy o pochłoniętej dawce sumarycznej oraz czasie i intensywności ekspozycji na promieniowanie. Aby wiarygodnie wzmocnić sygnał świetlny używa się detektora lampowego z płytką mikrokanalikową służącą do namnożenia fotoelektronów z katody lampy. Zwiększa to dokładność i powtarzalność pomiaru.